# Clavisphecia
Clavisphecia is een geslacht van vlinders uit de familie wespvlinders (Sesiidae), onderfamilie Sesiinae.
Clavisphecia is voor het eerst wetenschappelijk beschreven door Kallies in 2011. De typesoort is Trochilium pugnax.

## Soorten
Clavisphecia omvat de volgende soorten:
- Clavisphecia chrysoptera (Hampson, 1919)
- Clavisphecia pugnax (Meyrick, 1926)